# Brake (Halver)
Brake, auch Zur Brake, war ein Wohnplatz in der Stadt Halver im Märkischen Kreis im Regierungsbezirk Arnsberg in Nordrhein-Westfalen (Deutschland). Der Wohnplatz fiel um 1900 wüst.

## Lage und Beschreibung
Brake lag auf einer Höhe von 332 m ü. NHN im nordwestlichen Halver westlich von Dörnen oberhalb der Stauwurzel der Ennepetalsperre an der Stadtgrenze zu Breckerfeld. Weitere Nachbarorte waren Kamscheid, Oberbuschhausen, das Halveraner Osenberg und das Breckerfelder Osenberg.

## Geschichte
Brake wurde erstmals 1780 urkundlich erwähnt, die Entstehungszeit der Siedlung datiert aber mutmaßlich um 1750. Der Hof war ein Abspliss der Höfe Dörnen oder möglicherweise auch Kamscheid.
1818 lebten fünf Einwohner im Ort. 1838 gehörte Brake der Kamscheider Bauerschaft innerhalb der Bürgermeisterei Halver an. Der laut der Ortschafts- und Entfernungs-Tabelle des Regierungs-Bezirks Arnsberg als Kotten kategorisierte Ort besaß zu dieser Zeit ein Wohnhaus. Zu dieser Zeit lebten sechs Einwohner im Ort, allesamt evangelischen Glaubens.
Das Gemeindelexikon für die Provinz Westfalen von 1887 gibt eine Zahl von sechs Einwohnern an, die in einem Wohnhaus lebten. Der Ort wird zu dieser Zeit, wie auf zeitgenössischen topografischen Karten Zur Brake genannt.